# Fujifilm X-T2

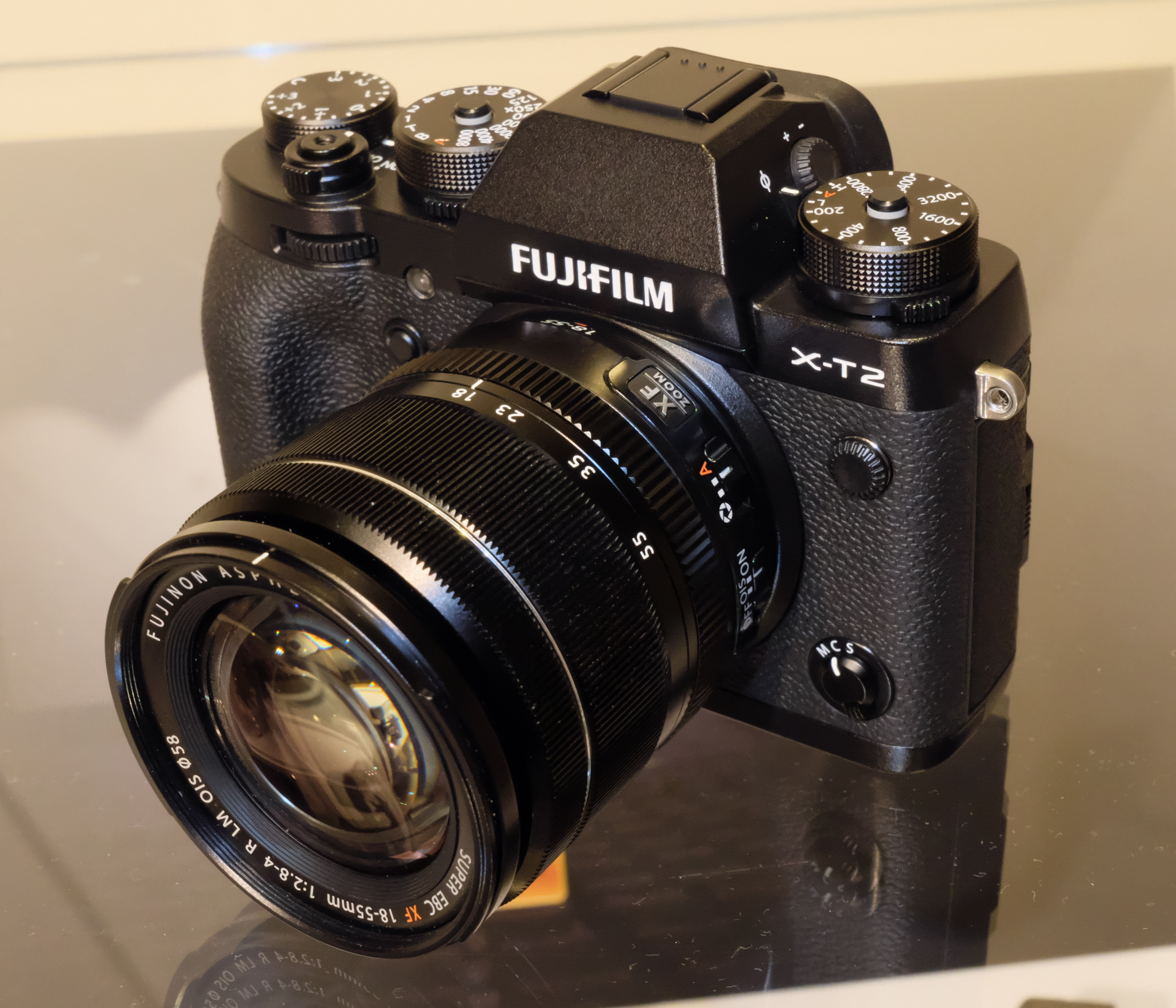
X-T2 c "китовым" объективом 18-55 f/2.8-4

Fujifilm X-T2 — беззеркальный цифровой фотоаппарат компании Fujifilm. Многие характеристики аппарата схожи с X-Pro2, но в отличие этой камеры, внешний вид X-T2 выполнен в стиле классических плёночных зеркальных фотоаппаратов. Аппарат был анонсирован 7 июля 2016 и поступил в продажу в сентябре.

## Основные характеристики
X-T2 поддерживает сменные объективы с байонетом X. Основные особенности камеры:
- 24-мегапиксельная КМОП-матрица формата APS-C (кроп-фактор 1.5) собственной разработки (технология X-Trans третьего поколения)
- поддержка съёмки видео в формате 4K, в случае подключения внешнего устройства через HDMI возможно вести запись в F-Log профайле с расширенным динамическим диапазоном
- 325 точек фокусировки (из них 169 точек, покрывающих 40 % кадра — фазовые), существенно расширены возможности настройки следящего автофокуса
- скорость серийной съёмки — 8 к/с, при использовании батарейной ручки — 11 к/с, при переключении с механического затвора на электронный — 14 к/с
- два слота для карт памяти формата SD UHS-II
- диапазон ISO 200 ~ 12800, с возможностью расширения до 100 ~ 51200 и поддержкой Auto ISO
- диапазон выдержек от 30 с до 1/8000 с (при использовании электронного затвора — до 1/32000 с). Выдержка синхронизации 1/250 с
- имеет пыле- и влагозащищённый корпус